# Vărmaga, Hunedoara
Vărmaga este un sat în comuna Certeju de Sus din județul Hunedoara, Transilvania, România. 199.
Situat în Munții Metaliferi la poalele Munților Auriferi într-o depresiune sub Vârful Gurguiata, satul Vărmaga este amplasat de-a lungul unui fir de apă pe o lungime de mai bine de 7 km.  Străjuit in partea de nord de către cariera de piatră de pe Vârful Lidisoimea. În partea de răsărit străjuiește o zonă carstică presărată cu grote și peșteri spre hotarul renumitului Geoagiu.
Satul pare ca dainuie din perioada daco-romana - o dovedeste o aductiune de apa cu tuburi ceramice pe paraul Barsaiana de la un izvor folosit si astazi de localnici printr-o noua retea de tevi care alimenteaza cu apa cateva zeci de case. Cel mai interesant lucru este insa ca debitul paraului ramane constant indiferent de conditiile climatice in toate cele 365 zile ale anului.

## Curiozități
La Ghețari, zăpada se păstrează până în luna iulie a anului următor.

## Imagini

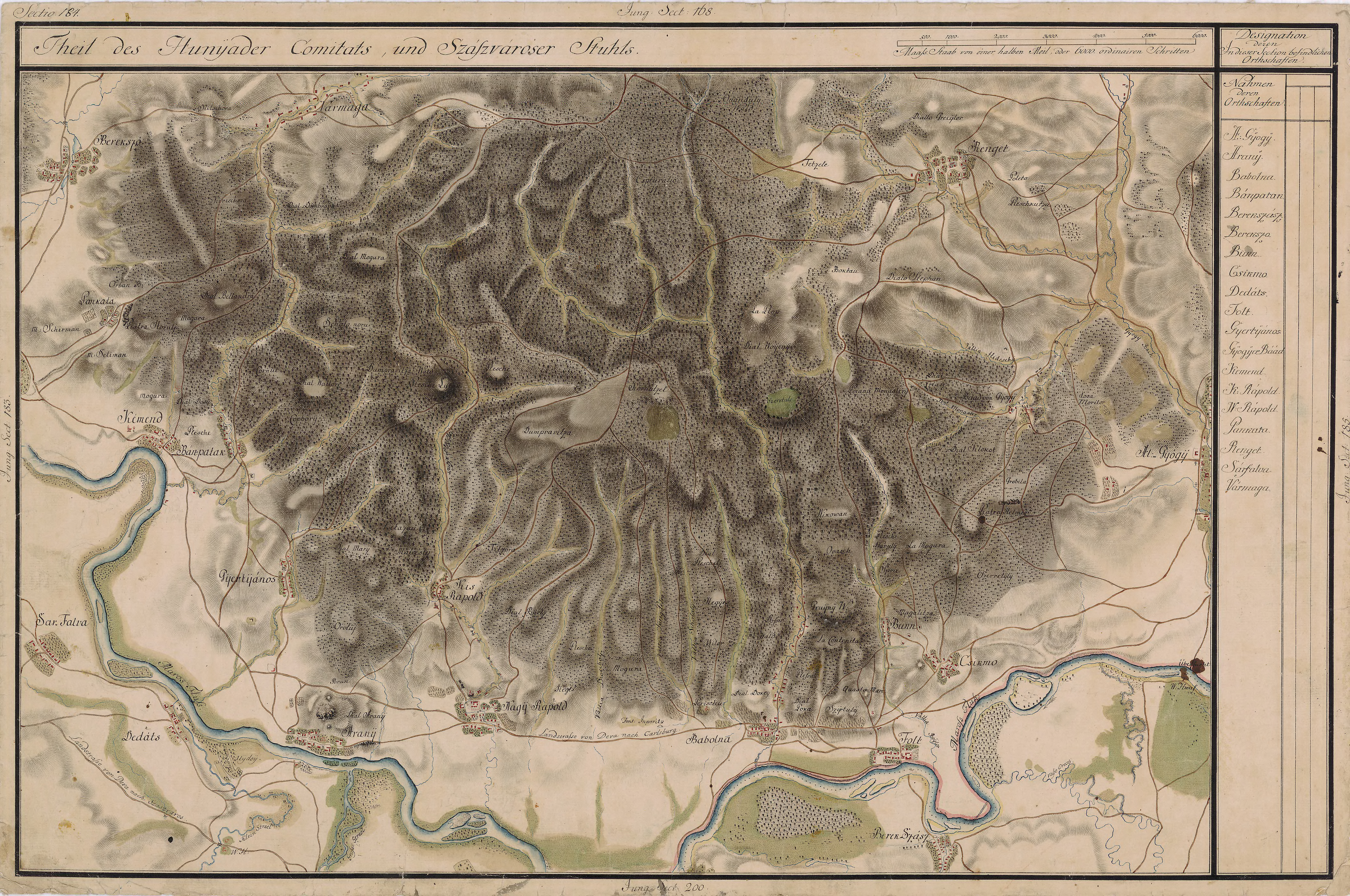
Vărmaga în Harta Iosefină a Transilvaniei, 1769-1773